# Lista statelor membre Societății Națiunilor
     Membrii
     Colonii ai membrilor
     Mandate
     Non-membrii
     Colonii ale non-membrilor

O hartă a lumii în anii 1920-1945, în care sunt prezentați membrii Societății Națiunilor în cursul istoriei sale.
Membrii
Colonii ai membrilor
Mandate
Non-membrii
Colonii ale non-membrilor

Între 1920 și 1946, au existat 63 de state membre Societății Națiunilor. Pactul care a format Societatea Națiunilor a fost inclus în Tratatul de la Versailles și a intrat în vigoare pe 10 ianuarie 1920. Societatea Națiunilor a fost desființată pe 18 aprilie 1946, când activitățile și responsabilitățile au fost preluate de Organizația Națiunilor Unite.
Extinderea cea mai mare a fost de la 28 septembrie 1934 (când Ecuador a aderat) până la 23 februarie 1935 (când Paraguay s-a retras) cu 58 de membri. La acea vreme, doar Costa Rica (22 ianuarie 1925), Brazilia (14 iunie 1926), Imperiul Japonez (27 martie 1933) și Germania (19 septembrie 1933) s-au retras și numai Egipt rămăsese să adere (pe 26 mai 1937). Statele membre la acea vreme au fost:  Argentina, Australia, Belgia, Bolivia, Canada, Cehoslovacia, Chile, Republica Chineză, Columbia, Cuba, Danemarca, El Salvador, Elveția, Franța, Grecia, Guatemala, Haiti, Honduras, Imperiul Britanic, India, Italia, Iugoslavia, Liberia, Nicaragua, Noua Zeelandă, Norvegia, Olanda Panama, Paraguay, Persia/Iran, Peru, Polonia, Portugalia, Regatul Unit, România, Siam, Spania, Suedia, Uniunea Africii de Sud, Uruguay, Venezuela, Austria, Bulgaria, Finlanda, Luxemburg, Albania, Estonia, Letonia, Lituania, Ungaria, Irlanda, Etiopia, Mexic, Republica Dominicană, Turcia, Irak, Uniunea Republicilor Socialiste Sovietice, Afghanistan și Ecuador.
Din cele 42 de state fondatoare, 23 (sau 24 dacă este numerotată și Franța Liberă) au rămas membre până când Societatea Națiunilor a fost desființată în 1946. Alte 21 s-au alăturat între 1920 și 1937, însă 7 au abandonat, s-au retras sau au fost expulzate înainte de 1946. URSS a fost singurul membru expulzat din cadrul Societății.
Deși a formulat conceptul și a semnat Pactul, Statele Unite nu s-a alăturat niciodată Societății Națiunilor.

## 1919: membrii fondatori
- Argentina (a abandonat în 1921, însă a redevenit membru pe deplin în 1933)
- Belgia
- Bolivia
- Brazilia (s-a retras la 14 iunie 1926)
- Chile (s-a retras la 14 mai 1938)
- China
- Columbia
- Cuba
- Cehoslovacia (a abandonat la 15 martie 1939 datorită anexării Germaniei)
- Danemarca
- El Salvador (s-a retras la 11 august 1937)
- Elveția
- Franța (Franța de la Vichy s-a retras la 18 aprilie 1941; retragerea nu a fost recunoscută de Forțele Franceze Libere)
- Grecia
- Guatemala (s-a retras la 26 mai 1936)
- Haiti (s-a retras în aprilie 1942)
- Honduras (s-a retras la 10 iulie 1936)
- Imperiul Britanic:
  -  Regatul Unit
  -  Australia
  -  Canada
  -  India (la acea vreme sub conducere britanică erau incluse India, Bangladesh, Burma și Pakistan)
  -  Noua Zeelandă
  -  Africa de Sud
- Italia (s-a retras la 10 decembrie 1937)
- Iugoslavia
- Japonia (s-a retras la 27 martie 1933)
- Liberia
- Nicaragua
- Norvegia
- Olanda
- Panama
- Paraguay (s-a retras la 23 februarie 1935)
- Persia (cunoscut cu numele Iran din 1934)
- Peru (s-a retras la 8 aprilie 1939)
- Polonia
- Portugalia
- România (s-a retras la 11 iulie 1940)
- Siam (cunoscut cu numele Tailanda din 1939)
- Spania (s-a retras la 1 mai 1939)
- Suedia
- Uruguay
- Venezuela

## 1920
- Austria (a aderat la 15 decembrie 1920; a abandonat la 13 martie 1938 datorită anexării Germaniei)
- Bulgaria (a aderat la 16 decembrie 1920)
- Costa Rica (a aderat la 16 decembrie 1920; s-a retras la 22 ianuarie 1925)
- Finlanda (a aderat la 16 decembrie 1920; s-a retras la 22 ianuarie 1925)
- Luxemburg (a aderat la 16 decembrie 1920)
- Albania (a aderat la 17 decembrie 1920)

## 1921
- Estonia (a aderat la 21 septembrie 1921)
- Letonia (a aderat la 21 septembrie 1921)
- Lituania (a aderat la 21 septembrie 1921)

## 1922
- Ungaria (a aderat la 18 septembrie 1922; s-a retras la 14 aprilie 1939)

## 1923
- Statul Liber Irlandez (a aderat la 10 septembrie 1923, din 1937 cunoscut cu numele Irlanda)
- Abisinia (a aderat la 28 septembrie 1923)

## 1924
- Republica Dominicană (a aderat la 29 septembrie 1924)

## 1926
- Germania (a aderat la 8 septembrie 1926; s-a retras la 19 octombrie 1933)

## 1931
- Mexic (a aderat la 23 septembrie 1931)

## 1932
- Turcia (a aderat la 18 iulie 1932)
- Irak (a aderat la 3 octombrie 1932)

## 1934
- Uniunea Republicilor Socialiste Sovietice (a aderat la 18 septembrie 1934; expulzată la 14 decembrie 1939)
- Afghanistan (a aderat la 27 septembrie 1934)
- Ecuador (a aderat la 28 septembrie 1934)

## 1937
- Egipt (a aderat la 26 mai 1937)

## Membrii până la desființarea Societății
- Abisinia
- Afghanistan
- Argentina
- Belgia
- Bolivia
- Bulgaria
- China
- Columbia
- Cuba
- Cehoslovacia
- Ecuador
- Elveția
- Egipt
- Estonia
- Franța
- Grecia
- Imperiul Britanic:
  -  Regatul Unit
  -  Australia
  -  Canada
  -  India
  -  Noua Zeelandă
  -  Africa de Sud
- Irak
- Iran
- Irlanda
- Iugoslavia
- Letonia
- Liberia
- Lituania
- Mexic
- Olanda
- Norvegia
- Panama
- Polonia
- Portugalia
- Republica Dominicană
- Tailanda
- Turcia
- Suedia
- Uruguay

## Vezi și
- Lista statelor membre ale Organizației Națiunilor Unite

## Legături externe
- Harta membrilor Societății Națiunilor (în engleză)
- worldstatesmen.org (în engleză)
- List of States Members of the League of Nations on 31.XII.1944 from the League of Nations Statistical Yearbook (1942-44) Arhivat în 1 septembrie 2016, la Archive-It (în engleză)